# فرانتز ریشل
فرانتز ریشل (فرانسوی: Frantz Reichel‎؛ ۱۶ مارس ۱۸۷۱ – ۲۱ مارس ۱۹۳۲) بازیکن راگبی ۱۵ نفره و ورزشکار دو و میدانی اهل فرانسه بود.
وی در مسابقات کشوری و بین‌المللی در مجموع برندهٔ ۱ مدال طلا شده‌است.